# Rik De Mil
Rik De Mil, né le 15 septembre 1981 à Eeklo en Belgique, est un footballeur et entraîneur belge qui joue au poste de gardien de but. Il est actuellement l'entraîneur du Charleroi SC.

## Biographie

### Carrière de joueur
Rik De Mil commence à jouer au football dans sa ville natale au KFC Eeklo où il est repéré par le KMSK Deinze qui évolue alors en deuxième division et en fait son gardien réserve.
Il déménage ensuite vers le RRC Gand à l'échelon inférieur où il dispute cinq rencontres en deux saisons de troisième division avant de s'engager auprès du Sparta Ursel (nl) avec lequel il est monte en promotion.
De Mil termine sa carrière de joueur au KSV Oostkamp (nl) dans les séries provinciales.

### Carrière d'entraineur

#### KSV Oostkamp
La carrière d'entraîneur de Rik De Mil débute au KSV Oostkamp (nl) lorsque le club vient d'être rétrogradé en troisième provinciale et que le président lui propose d'en reprendre les rênes. Il parvient en trois saisons de promotions consécutives à ramener le club de troisième en première provinciale.

#### FC Bruges
Ses résultats attirent l'œil du Club Bruges KV où il devient successivement entraîneur des jeunes, entraîneur adjoint, et entraîneur principal entre 2015 et 2023.

#### KVC Westerlo
À la fin de l'année 2023, De Mil devient entraîneur principal du KVC Westerlo avec l'objectif de sauver le club de la relégation. La mission est accomplie lors de l'ultime journée de la phase classique du championnat belge, mais il est licencié à la suite des remous provoqués par la fin de rencontre face au KRC Genk. En effet, lors de cette dernière journée, les joueurs des deux équipes, satisfaits du résultat pour les deux parties, ont décidé de « geler » le ballon,.

#### Charleroi SC
Après son licenciement, il trouve rapidement un nouveau poste au Sporting Charleroi en remplacement de Felice Mazzù, licencié. Charleroi lui donne un contrat pour deux saisons. Sa première tâche consiste à empêcher la relégation du club.
Le 26 avril 2024, il réussit à maintenir le club carolo en D1A grâce à une troisième victoire consécutive en quatre rencontres de « Play-downs » et permet aux Zèbres de finir premier de ce mini-championnat.
Rik De Mil a ainsi le mérite de sauver deux clubs durant la même saison (Westerlo en phase classique et Charleroi en Play-downs).
Durant la saison 2024-2025, Rik De Mil permet au Zèbres de remporter les Europes Playoffs mais surtout de les qualifier pour le 2e tour de qualification de la Conference League en gagnant le match de barrage contre l'Antwerp (1-2), 5e des "Champion Playoffs".
Un an après son arrivée, il permet ainsi au club carolo de retrouver l'Europe, cinq ans après sa dernière participation.
Le 13 juin 2025, Rik De Mil, courtisé par plusieurs clubs belges de Pro League et particulièrement par l'Antwerp FC, met fin au suspens : il restera au Sporting de Charleroi pour la saison 2025-26, avec une revalorisation salariale  à la clé. 